# Шамурино
Шамурино — упразднённая деревня в Октябрьском районе Челябинской области России. Входила в состав Борового сельсовета. Исключена из учётных данных в 1985 году.

## География
Располагалась восточнее озер Закай и Варай у безымянного озера, на расстоянии примерно 4,5 км по прямой к северо-востоку от деревни Замериново.

## История
По данным на 1926 год деревня Шамурина состояла из 48 хозяйств. В административном отношении входила в состав Любимовского сельсовета Чудиновского района Челябинского округа Уральской области.
По данным на 1970 год входила в состав Чудиновского сельсовета. В ней размещалось бригада колхоза имени Калинина.
Исключена из учётных данных решением Челябинского облисполкома от 30 декабря 1985 года № 573.

## Население
| 1970 | 1977 | 1983 |
| ---- | ---- | ---- |
| 190  | ↘90  | ↘5   |

По переписи 1926 года в деревне проживало 245 человек (118 мужчин и 127 женщин), в том числе русские составляли 100 % населения.